# Championnat du Venezuela de football 1959
Navigation
Saison 1958 Saison 1960
La saison 1959 du championnat du Venezuela de football est la troisième édition du championnat de première division professionnelle au Venezuela et la trente-neuvième saison du championnat national. Cinq formations sont regroupées au sein d'une poule unique où elles s'affrontent trois fois. Le club en tête à l'issue de la compétition est sacré champion.
C'est le Deportivo Español qui remporte la compétition, après avoir terminé en tête du classement final, avec un seul point d'avance sur le tenant du titre, le Deportivo Portugués et neuf sur le Danubio FC. C'est le tout premier titre de champion de l'histoire du club.

## Les clubs participants
| - La Salle FC - Deportivo Portugués - Danubio FC - Deportivo Español - Deportivo Italia |

## Compétition
Le barème utilisé pour établir l'ensemble des classements est le suivant :
- Victoire : 2 points
- Match nul : 1 point
- Défaite : 0 point

### Classement
| Rang | Équipe                | Pts | J  | G | N | P | Bp | Bc | Diff |
| ---- | --------------------- | --- | -- | - | - | - | -- | -- | ---- |
| 1    | Deportivo Español     | 19  | 12 | 9 | 1 | 2 | 35 | 13 | +22  |
| 2    | Deportivo PortuguésTC | 18  | 12 | 8 | 2 | 2 | 34 | 15 | +19  |
| 3    | Danubio FC            | 10  | 12 | 4 | 2 | 6 | 14 | 25 | -11  |
| 4    | La Salle FC           | 8   | 12 | 3 | 2 | 7 | 14 | 22 | -8   |
| 5    | Deportivo Italia      | 5   | 12 | 1 | 3 | 8 | 18 | 40 | -22  |

|  | Champion du Venezuela 1959 |

## Bilan de la saison
| Championnat du Venezuela de football 1959 |                               |
| Champion                                  | Deportivo Español (1er titre) |
| Coupes et trophées                        |                               |
| Vainqueur de la Coupe du Venezuela 1959   | Deportivo Portugués           |
| Promotions et relégations                 |                               |
| Promus en Primera División                | Aucun                         |
| Relégués en Segunda A                     | Aucun                         |